# República Autónoma Socialista Soviética do Naquichevão
A RASS do Naquichevão ou RASS Nakichevan abreviação de República Autónoma Socialista Soviética do Naquichevão, (em azeri:   Нахчыван Мухтар Совет Сосјалист Республикасы Naxçıvan Muxtar Sovet Sosyalist Respublikası) foi uma república autônoma integrada na RSS do Azerbaijão, sendo esta última uma república integrante da União Soviética. Foi criada a 16 de Março de 1921 e tornou-se parte da RSS Azerbaijão propriamente a 9 de Fevereiro de 1924.

## História

### Sovietização

Bandeira da República Autónoma Socialista Soviética.

Em Julho de 1920, o 11º Exército Vermelho invadiu e ocupou a região a 28 de Julho, declarou a República Autónoma Socialista Soviética do Naquichevão com "ligações estreitas" com a RSS do Azerbaijão. Em Novembro, à beira de conquista a Arménia, os bolcheviques, para obter apoio popular, prometeram que iriam alocar o Naquichevão com a Arménia, juntamente com o Carabaque e o Siunique.
A 16 de Março de 1921 a RASS do Naquichevão foi estabelecida. A 9 de Fevereiro de 1924, a União Soviética oficialmente colocou a RASS do Azerbaijão baixo a jurisdição da RSS do Azerbaijão. A sua constituição foi adoptada a 18 de Abril de 1926.

### Nakquichevão na União Soviética

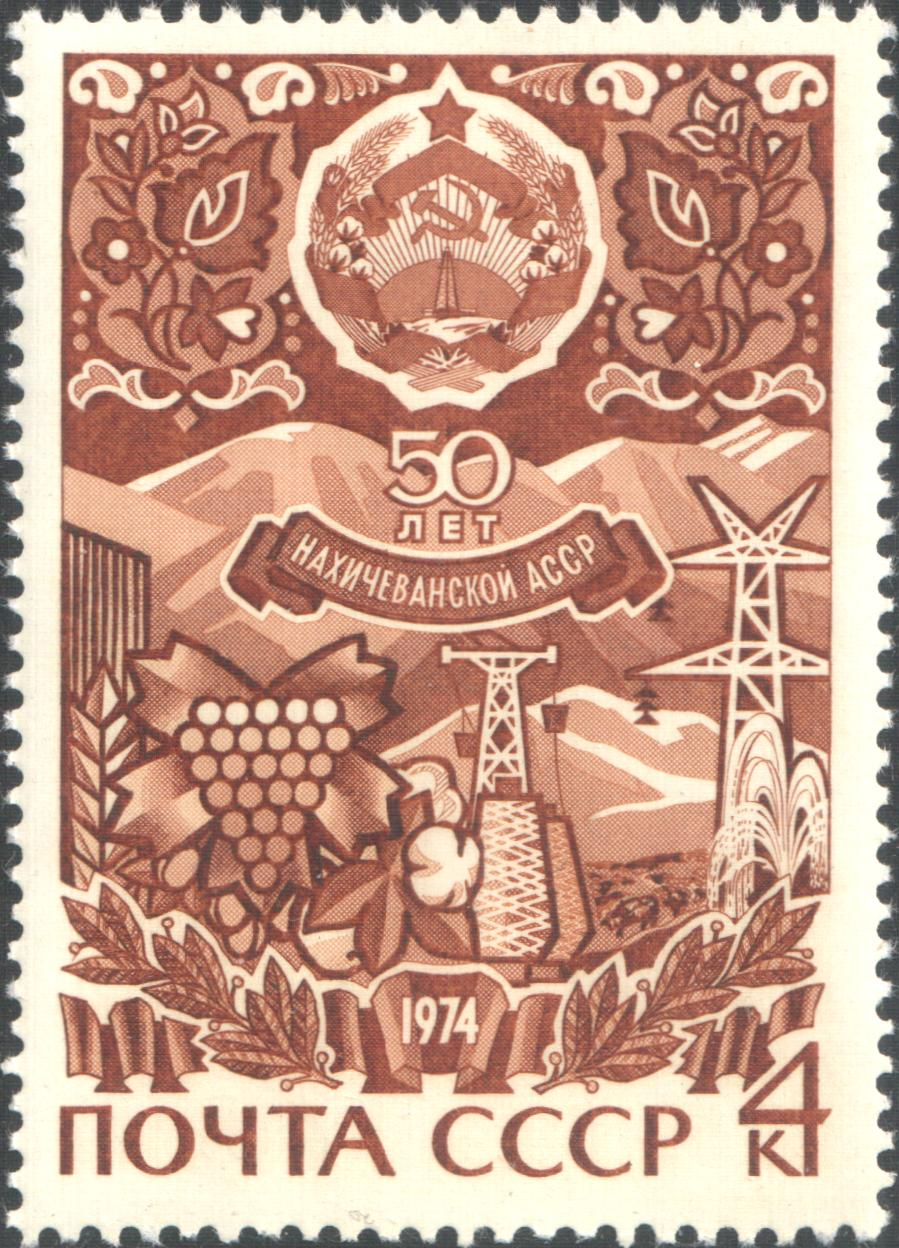
Postal da União Soviética com uma estampa da RASS do Naquichevão, 1974.

Durante a era Soviética, o Naquichevão experimentou um aumento demográfico significativo. A sua população arménia decresceu gradualmente porque muitos deles emigraram à RSS da Arménia. Em 1926, 15% da população da região era arménia, mas por 1979, este número tinha caído a 1,4%. A população azeri, entretanto, cresceu substancialmente com maior taxa de fertilidade e imigração desde a Arménia (indo de 85% em 1926 a 96% por 1979).
Heydar Aliyev, o futuro presidente do Azerbaijão, voltou à sua terra natal do Naquichevão em 1990, depois de ser expulsado do seu cargo no Politburo por Mikhail Gorbachov em 1987. Pouco depois de voltar ao Naquichevão, Aliyev foi eleito ao Soviete Supremo por uma maioria esmagadora. Aliyev depois da tentativa de golpe de estado de Agosto de 1991, no final de 1991, Aliyev consolidou o seu poder na região do Naquichevão e consolidou uma independência quase total de Bacu.
A 17 de Novembro de 1990 tornou-se na República Autónoma do Naquichevão dentro da República do Azerbaijão.

## Comemoração
Em 2008, o Banco Nacional do Azerbaijão cunho um par de moedas comemorativas de ouro e prata para comemorar o 85 aniversário da criação da República Autónoma Socialista Soviética.